# Boi-1da
Matthew Samuels, mer känd som Boi-1da, är en kanadensisk hiphop-producent från Toronto, Ontario. Han har producerat musik för artister och band som bland annat Kardinal Offishall, Clipse, Drake, Saukrates, k-os, G-Unit och The Diplomats.

## Diskografi
2006
- "City Is Mine" – Drake
- "Replacement Girl" – Drake feat. Trey Songz (co-producerad)

2007
- "Pull Up" – Rochester
- "Don't You Have a Man" – Drake feat. Little Brother och Dwele (co-producerad)
- "Do What You Do" – Drake feat. Malice och Nickelus F
- "Fallin' in Love with You" – Andreena Mill (co-producerad)
- "Picture Perfect" – Andreena Mill (co-producerad)

2008
- "I Want This Forever" – Lil Wayne feat. Drake och Kid-Kid
- "Ransom" – Drake feat. Lil Wayne
- "Pull Up" (Remix) – Rochester feat. Kardinal Offishall, Trinity Chris, Lindo P, Shawn Desman, Untitled, Shanti och Fito Blanko
- "Red Light Green Light" – G-Unit
- "Ready to Go" – Richie Sosa
- "Big Man Tings" – Famous feat. Trinity Chris
- "I'm Still Fly" – Page feat. Drake
- "Set It Off" – Kardinal Offishall feat. Clipse
- "Bring the Fire Out" – Kardinal Offishall
- "Lighter!" – Kardinal Offishall
- "Gimme Some" – Kardinal Offishall feat. The-Dream
- "Sensitive Thugs" – Point Blank
- "Free" – Manafest
- "You and Tomorrow" – Andreena Mill feat. Saukrates (co-producerad)

2009
- "Swag On 'Em" – Young Buck
- "Best I Ever Had" – Drake
- "Uptown" – Drake feat. Bun B och Lil Wayne (co-producerad)
- "Ain't No Use Pt. II" – Famous feat. Oh!
- "Kidnapping Your Love" – Emilio feat. Bobby Valentino
- "Class In Session" – Jahvon
- "Juice" – Drake
- "Lookin' 4 Ya" – Outkast
- "Dead or Alive" – Rebstar